# Радиотелецентр РТРС в Республике Башкортостан
Радиотелецентр РТРС в Республике Башкортостан (филиал РТРС «РТПЦ Республики Башкортостан») — подразделение Российской телевизионной и радиовещательной сети (РТРС), основной оператор цифрового и аналогового эфирного теле- и радиовещания Республики Башкортостан. Филиал обеспечивает 20-ю бесплатными цифровыми эфирными телеканалами 95,55 % населения Республики Башкортостан.

## История
7 ноября 1927 года в Башкирской Автономной Советской Социалистической Республике прозвучала первая радиопередача. На русских и башкирских языках из репродукторов прозвучали слова: «Алло — Алло! Говорит Уфа!». С 1 августа 1928 года началось регулярное радиовещание.
Важную роль сыграло радиовещание в годы войны. Именно из Уфы в 1942—1943 годах передавала антифашистские призывы легендарная радиостанция РВ-1 им. Коминтерна.
В 1956 году началось строительство Уфимского телецентра и 192-метровой телебашни на улице Гафури в Уфе.
1 марта 1959 года из Башкирской студии телевидения началась регулярная трансляция телепередач.
Первая прямая телетрансляция состоялась 1 октября 1960 года, телезрители посмотрели концерт из Башкирской Филармонии.
С 26 декабря 1964 года в Уфе стали доступны две телепрограммы.
А с 1 октября 1978 года изображение стало цветным.

## Деятельность
22 ноября 2002 года создан филиал РТРС «РТПЦ Республики Башкортостан».
В 2011—2018 годы в республике с нуля создавалась крупнейшая телевизионная сеть на европейской части России.
Сеть цифрового эфирного телерадиовещания в Башкортостане состоит из 216 передающих станций.
2 июля 2015 года началась трансляция первого в Башкортостане цифрового передатчика в Белорецке.
В конце 2015 года стартовала трансляция первого и второго мультиплексов в Уфе с новой 150-метровой телевизионной башни на улице Зорге.
28 декабря 2017 года в Башкирии закончено строительство сети первого мультиплекса.
19 ноября 2018 года дан старт региональному цифровому вещанию канала ГТРК «Башкортостан» в эфире телеканалов «Россия 1» и «Россия 24».
24 декабря 2018 года в республике запустили все передатчики второго мультиплекса. Цифровой телесигнал стал доступен для 95,5 % населения региона — более 4 млн человек.
14 октября 2019 года в регионе прекратилось аналоговое вещание федеральных телеканалов. Республика Башкортостан полностью перешла на цифровое телевидение.
29 ноября 2019 года РТРС начал цифровую трансляцию программ телеканала БСТ в сетке телеканала ОТР.

## Организация вещания
РТРС транслирует в Республике Башкортостан:
- 20 телеканалов и три радиоканала в цифровом формате,
- один телеканал и три радиостанции[22] в аналоговом формате.

Инфраструктура эфирного телерадиовещания филиала РТРС в Республике Башкортостан включает:
- 19 производственных подразделений,
- центр формирования мультиплексов,
- 216 передающих станций,
- 215 антенно-мачтовых сооружений,
- 438 приемных земных спутниковых станций.[23][24]